# Четвёртый человек
«Четвёртый человек» (серб. Четврти човек) — сербский триллер 2007 года режиссёра Деяна Зечевича. На момент выхода фильм был самой многобюджетной постановкой Сербии.

## Сюжет
Главный герой (Никола Койо) выходит из комы, в которой он пролежал два месяца с полной амнезией — он не помнит ничего, связанного с его прошлой жизнью. Он узнает, что у него были жена и сын, которые были убиты, примерно в то же время когда он был ранен. К нему приходит военный офицер в звании полковника (Богдан Диклич), который утверждает, что он его лучший друг и раскрывает ему, что в прошлом тот был майором Агентства военной безопасности. Вскоре в жизнь героя вмешивается инспектор полиции (Драган Петрович), утверждающий, что располагает информацией о гибели его семьи. Майор покидает больницу и пытается вернуться к нормальной жизни, но сталкивается с пустотой и безысходностью. Единственный шанс для него восстановить свою личность — участвовать в некой авантюре, предложенной ему инспектором, на что он соглашается. Тем временем он встречает Теодору (Мария Каран), свою бывшую возлюбленную, которую он не помнит, но она единственная, кто узнает в нем нового человека.

## В ролях
- Никола Койо — майор Лазарь Станкович
- Мария Каран — Теодора
- Драган Петрович — инспектор Жаркович
- Богдан Диклич — полковник
- Драган Николич — политик
- Семка Соколович-Берток — соседка
- Миодраг Крстович — доктор
- Милош Тимотиевич — телохранитель
- Предраг Васич — сын политика
- Йована Янкович — телеведущая (камео)